# Игнатов, Павел Анатольевич
Па́вел Анато́льевич Игна́тов (р. 19 июля 1975, Обнинск, Калужская область) — российский кинорежиссёр, кинооператор, сценарист, продюсер.

## Биография
Родился и вырос в Обнинске Калужской области. В 1992 году окончил в Обнинске Гуманитарный центр.
В 2002 году окончил кинооператорский факультет Всероссийского государственного института кинематографии имени С. А. Герасимова (ВГИК), мастерская Л. И. Калашникова.
В одной из курсовых работ во ВГИКе снимал танцы, поставленные обнинским хореографом Галиной Барбарыкиной.
В 2000 году вместе c Татьяной Гладкой, учившейся на режиссёрском факультете ВГИКа, снял как оператор дипломный документальный фильм «Весёлый дилижанс» — об обнинской детской кантри- и блюграсс-группе «Весёлый дилижанс»; позже этот фильм получил несколько призов.
В 2002 году дебютировал как кинооператор с художественным фильмом «Оторви да брось» режиссёра Ж. Соколовой, получившим I премию фестиваля «Святая Анна».
В 2004 году основал вместе с Алексеем Гордеевым кинокомпанию «Глаzz», снявшую в том же году единственный фильм «Hello, Дохлый!», в котором Гордеев выступил как режиссёр, а Игнатов как оператор.
Одной из лучших операторских работ Игнатова считается фильм «Живой» (2006).
В 2006 году начал работать как кинорежиссёр с примерно 30-й серии сериала «Кадетство». Позже в интервью рассказывал об этом:
Я сам к этому стремился. А произошло это во время съемок сериала «Кадетство», куда меня пригласили оператором. Стать главным на съёмочной площадке меня вынудила производственная необходимость: из-за жёсткого графика режиссёру Сергею Арланову уже надо было приступать к монтажу первых серий, а кто-то должен был параллельно снимать дальше. Я сумел убедить в том, что справлюсь, и получил шанс, который нельзя было не использовать.

## Участие в творческих организациях
- Член Союза кинематографистов России (с 2007)[3]

## Награды и премии
- 2002 — дипломный документальный фильм 2000 года Татьяны Гладкой (режиссёр) и Павла Игнатова (оператор) «Весёлый дилижанс» стал лучшим дипломным фильмом на фестивале ВГИК и лауреатом фестиваля «Дебют Кинотавра».[3]
- 2021 — приз «За лучшую работу режиссёра» Конкурсной программы "Киномалышок XXX фестиваля «Киношок» — за фильм «На скорости»[6]

## Фильмография

### Режиссёр
- 2020 — На скорости
- 2017 — Юристы
- 2015 — Ищу мужчину
- 2014 — Военный корреспондент
- 2013 — Самый длинный день
- 2013 — Я буду рядом
- 2010 — Слон и моська
- 2010 — Дежурный ангел
- 2009 — Цыганки
- 2008 — Управа
- 2007 — Созданы друг для друга
- 2007 — По закону притяжения
- 2006—2007 — Кадетство

### Сценарист
- 2010 — Слон и моська
- 2007 — Созданы друг для друга

### Оператор
- 2013 — Она не могла иначе
- 2007 — Комната потерянных игрушек
- 2006 — 2007 — Кадетство
- 2006 — Ненасытные
- 2006 — Живой
- 2004 — Русское
- 2004 — Hello, Дохлый!
- 2003 — Удачи тебе, сыщик!
- 2003 — Зачем тебе алиби?
- 2002 — Трое против всех

### Продюсер
- 2004 — Hello, Дохлый!